# Débat d'orientation budgétaire
Le débat d'orientation budgétaire (DOB) est une obligation légale en France pour les départements, les communes de 3 500 habitants et plus, ainsi que les EPCI comportant une commune de cette taille. Il s'applique au budget principal et aux budgets annexes. Le DOB a pour vocation d'éclairer le vote des élus sur le budget de la collectivité.

## Objectifs
Pendant ce débat, les grandes lignes de la politique budgétaire pour l'année d'exercice du budget à venir sont présentées, en précisant certains points particuliers tels que la gestion de la dette, l'évolution du personnel, ou encore les grandes dépenses et recettes en fonctionnement et en investissement.

## Importance
Le DOB constitue un exercice de transparence vis-à-vis de la population et permet de préparer l'examen du budget.